# Bombo (vattendrag)
Bombo är en flod  i Kongo-Kinshasa, som tillsammans med Lumene bildar Mai Ndombe. Den rinner genom provinsen Kongo-Central och stadsprovinsen Kinshasa, i den västra delen av landet, öster om centrala Kinshasa. En del av vattendraget utgör gräns mellan provinserna.